# Ralf Bill
Ralf Bill (* 20. Februar 1955 in Bingen am Rhein) ist ein deutscher Vermessungsingenieur, Geoinformatiker und Professor an der Universität Rostock.

## Wissenschaftlicher Werdegang

### Studienjahre
1972 nahm Bill ein Studium des Vermessungswesens an der Fachhochschule Mainz auf, welches er als graduierter Ingenieur abschloss. Im Anschluss legte er sein Vordiplom an der TU Berlin ab. In den Jahren 1976 bis 1979 studierte er Geodäsie an der Universität Karlsruhe. Dieses Studium schloss Bill mit dem Grad Diplom-Ingenieur ab. 1983 promovierte er mit einer Dissertation mit dem Titel „Eine Strategie zur  Ausgleichung und Analyse von Verdichtungsnetzen“ und erlangte den Titel Dr.-Ing.

### Akademische Karriere
Nach dem Erwerb des Diploms nahm Bill eine Tätigkeit als wissenschaftlicher Mitarbeiter an der Universität Karlsruhe auf. Nach seiner Promotion blieb er dort noch zwei Jahre beschäftigt. Im Jahr 1985 verließ er die Universität und wechselte als Ingenieur in der Hard- und Softwareentwicklung bei der Schweizer Firma Wild Heerbrugg AG. 1989 wechselte er an die Universität Stuttgart und leitete dort eine Forschungsgruppe für Geoinformationssysteme. Dort verblieb er bis zu seinem Ruf auf die Professur für Geodäsie und Geoinformatik im Jahr 1994 an der Universität Rostock. Ab 1999 leitete er das Rostocker Steinbeis Transferzentrum Geoinformatik. 2021 wurde mit Philip Marzahn sein Nachfolger ernannt. Bill erhielt bis inklusive März 2024 die Position des Seniorprofessors für Geodäsie und Geoinformatik, in welcher er Forschungsprojekte betreuen und den neuen Studiengang Bauingenieurwesen mitentwickeln sollte.

## Forschung
Der Fokus seiner Forschung liegt auf die Entwicklung und Anwendung von Geoinformationssystemen. Besonderes Augenmerk ist hierbei auch immer die öffentliche Verfügbarkeit im Zuge von Open Source sowohl für die genutzten Anwendungen als auch die Geodaten selbst.
Er ist Verfasser des Standardwerks über Geoinformationssysteme.

## Akademische Selbstverwaltung
Schon kurz nach seinem Ruf an die Universität Rostock brachte sich Bill in die verschiedensten Gremien der akademischen Selbstverwaltung ein. So bekleidete er mehrmals das Amt des Prodekans der Agrar- und Umweltwissenschaftlichen Fakultät, war von 1994 bis 2020 Mitglied des Fakultätsrats, mehrere Jahre Mitglied des Konzils und in den Jahren 2006 bis 2018 Akademischer Senator.

## Auszeichnungen und Mitgliedschaften
(Quelle: )
- Mitglied des Deutschen Vereins für Vermessungswesen (DVW)
- Mitglied der Deutschen Gesellschaft für Photogrammetrie, Fernerkundung und Geoinformation (DGPF)
- Mitglied der Advanced Geographic Information Laboratories in Europe (AGILE)
- 1999–2005, 2012–2018	Vorstandsmitglied des Wissenschaftsverbundes Informations- und Kommunikationstechnologien
- 1999–2021	Mitglied der Deutschen Geodätischen Kommission
  - 2009–2013	Mitglied im Wissenschaftlichen Ausschuss
  - 2009–2013	Sprecher der Sektion „Geoinformatik“
- 2003–2007	Mitglied der DFG-Senatskommission für Geowissenschaftliche Gemeinschaftsforschung
- 2003–2009, 2011–2018	Vorsitzender des Beirates für Information, Kommunikation und Medien
- 2004–2014	Mitglied im Editorial Board der Zeitschrift „International Journal of Photogrammetry and Remote Sensing“
- seit 2004 Mitglied und Förderer der Agrar- und Umweltwissenschaftlichen Fakultät
- 2008–2013	Mitglied im DFG-Unterausschuss „Informationsmanagement“
- 2009–2013	Vorsitzender des Wissenschaftlichen Beirats des Leibniz-Instituts für ökologische Raumentwicklung (IÖR)
- seit 2009	Herausgeber der wissenschaftlichen Zeitschrift „gis.Science“
- 2009–2016	Mitglied des Open Geospatial Consortium (OGC)
- 2010–2022	Mitglied im Editorial Board der Zeitschrift „Raumforschung und Raumordnung“
- Mitglied im Verein für Geoinformationswirtschaft M-V e.V.
  - seit 2017	Vorstandsmitglied
- bis 2020	Deutscher Dachverband für Geoinformation (DDGI)
- seit 2022	Mitglied im Wissenschaftlichen Beirat des „Fraunhofer-Zentrums für biogene Wertschöpfung und Smart Farming (BWSF)“

## Publikationen (Auswahl)
- Boris Resnik, Ralf Bill: Vermessungskunde für den Planungs-, Bau- und Umweltbereich. 4. Auflage. Wichmann, Berlin 2018, ISBN 978-3-87907-650-5, S. 379.
- Grundlagen der Geo-Informationssysteme. 7. Auflage. Wichmann, Berlin 2023, ISBN 978-3-87907-715-1, S. 901.